# Cristal de Bohemia (obra de teatro)
Cristal de Bohemia es una obra de teatro, de Ana Diosdado, estrenada en 1994.

## Argumento
Ambientada en lo que un día fue un burdel decadente, un grupo de prostitutas formado por Lupe, La Nena y Gaby hacen repaso de sus vidas, ponen en común sus aspiraciones y recuerdan a su antigua compañera Consuelo, que dejó la profesión para casarse con un viudo, ocultándole su condición. Aparece, entonces, el Duque, responsable del cierre del negocio.

## Estreno
- Coliseo Albia, Bilbao, 19 de agosto de 1994.
  - Dirección: Ana Diosdado.
  - Música: Teddy Bautista.
  - Intérpretes: Jaime Blanch, Francisco Piquer, Queta Claver, Amparo Soto, Victoria Rodríguez, Pepa Sarsa, Cristina Goyanes.